# Grigori Shiriáyev
Grigorij Ivanovič Širjajev (también Širjaev) ( 24 de enero de 1882 Járkov - † 18 de junio de 1954, Nueva York) fue un botánico e ingeniero agrónomo checo.

## Biografía
Estudió en la Escuela de Gramática y en la Facultad de Botánica de la Universidad de Járkov terminando sus estudios como ingeniero.
Trabajó en diferentes escuelas en Járkov; estudia la flora del sur de Rusia incluyendo la de la península de Krym y Kavkaz y trabajó en algunos herbarios europeos: Lausana, Ginebra y Berlín.
Participó en la Primera Guerra Mundial; y en el año 1919 entró a la Armada de Denikin y se registró con el Ejército de Vrangler de Krym, logrando Turquía, Bulgaria luego la República Checa. Trabaja ahí algún tiempo en el herbario del Museo Nacional de Praga en 1922, probablemente por recomendación del Prof. Podpera. A solicitud del decano trabaja en Brno para la Facultad de Ciencias de la Universidad Masaryk, en enero de 1923.
Para ocuparse del herbario de Podpera, intentó obtener un título de Dr. Sc. Nat. de la república checa (antes ya había publicado 20 trabajos). Tradujo en 1926 Onobrychis generis revisio critica, Parte I y en 1927 obtuvo el grado de doctor en ciencias.
- La abreviatura «Sirj.» se emplea para indicar a Grigori Shiriáyev como autoridad en la descripción y clasificación científica de los vegetales.[2]

## Fuente
- http://www.sci.muni.cz/botany/historie/hist_3_1.htm#note_3